# ФК У Крайова 1948
Це стаття про клуб, який було засновано у 1991 році. Про команду зі схожою назвою, засновану 1948 року, див. статтю КС Університатя (Крайова). 
«ФК У Крайова 1948» (рум. FC U Craiova 1948) — румунський футбольний клуб з міста Крайова. Заснований у 1991 році.
Домашні матчі проводить на стадіоні «Муніціпальний», що вміщує 20 054 глядачів. Основна форма команди — сині футболки і труси, білі гетри.

## Історія
Футбольний клуб «Університатя» (Крайова) був заснований в Крайові в 1991 році на базі спортивного клубу «КС Університатя» (Крайова), який того року розпустив свою футбольну секцію. Клуб сприймався продовжувачем історії оригінальної «Університаті», зайнявши її місце у вищому дивізіоні країни, і двічі поспіль, у 1994 та 1995 роках, став віце-чемпіоном країни, а також виграв Кубок Румунії в 1993 році і дійшов до трьох фіналів, в 1994, 1998 і 2000 роках.
Але з 1996 року після продажу найважливіших гравців (включаючи дворазового найкращого бомбардира чемпіонату Георге Крайовяну, лідера оборони Еміла Сендоя та інших гравців збірної, таких як Овідіу Стинге та Габріел Попеску) і часті зміни тренерів, команда перестала боротись за високі місця.
У сезоні 2004/05 клуб посів останнє 16 місце і «Університатя» вперше з 1964 року вилетіла з вищого румунського дивізіону, щоправда вже наступного року команда повернулась до еліти.
20 липня 2011 року «Університатя» була тимчасово виключена з чемпіонату Федерацією футболу Румунії у зв'язку з тим, що клуб вирішував спортивну суперечку зі своїм колишнім тренером Віктором Піцурке в цивільному суді, що є заборонено регламентом, оскільки усі спортивні позови має право розглядати лише футбольна федерація. Рішення про виключення було затверджено Генеральною Асамблеєю ФФР 14 травня 2012 року. Усі гравці були визнані вільними агентами та уклали контракти з іншими клубами.
У сезоні 2013/14 клуб відновив виступи і став виступати у Лізі ІІ. Однак у той же час місцева влада міста Крайова відродила команду «КС Університатя», за якою були збережені усі трофеї, здобуті клубом між 1948 і 1991 роками, але не за наступні 20 років, тому за ФК «Університатею» з трофеїв залишився лише Кубок Румунії в сезоні 1992/93. Обидві «Університаті» опинились в одній групі Ліги ІІ сезону 2013/14 і обидві їх гри між собою завершились нічиєю 0:0. Завдяки більш стабільному та стійкому фінансуванню, «КС Університатя» підвищився до Ліги I за підсумками того сезону, тоді як «ФК Університатя» відмовився від змагань. У вересні 2014 року клуб був визнаний банкрутом і остаточно знявся зі змагань.
У 2017 році Адріан Мітітелу відновив діяльність клубу, а оскільки назва «Університатя» залишилась за історичною командою, то клуб отримав назву «ФК У Крайова 1948» (рум. FC U Craiova 1948) і йому було дозволено брати участь у найвищому регіональному змаганні округу Долж, який він виграв в перший рік і отримав підвищення до Ліги ІІІ.
2020 року команда виграла Лігу ІІІ, а 2021 року і Лігу ІІ, завдяки чому вперше за 10 років повернулась до найвищого румунського дивізіону, де зустрілась із своїм головним суперником клубом «КС Університатя». Перед сезоном «ФК У Крайова 1948» головним тренером призначив зіркового Адріана Муту.

## Досягнення
Чемпіонат Румунії:
- Віце-чемпіон (2): 1994, 1995

Кубок Румунії
- Володар (1): 1993
- Фіналіст (3): 1994, 1998, 2000

## Статистика
| Сезон   | Рівень | Дивізіон             | Місце | Кубок Румунії |
| ------- | ------ | -------------------- | ----- | ------------- |
| 2021–22 | 1      | Ліга I               |       |               |
| 2020–21 | 2      | Ліга II              | 1 ↑   | 1/16 фіналу   |
| 2019–20 | 3      | Ліга III (Серія IV)  | 1 ↑   | 1/16 фіналу   |
| 2018–19 | 3      | Ліга III (Серія III) | 2     | 2 раунд       |
| 2017–18 | 4      | Ліга IV (DJ)         | 1 ↑   | —             |
| 2013–14 | 2      | Ліга II              | 12 ↓  | 1/16 фіналу   |
| 2010–11 | 1      | Ліга I               | 15 ↓  | 1/4 фіналу    |
| 2009–10 | 1      | Liga I               | 13    | 1/4 фіналу    |
| 2008–09 | 1      | Liga I               | 7     | 1/8 фіналу    |
| 2007–08 | 1      | Liga I               | 9     | 1/16 фіналу   |
| 2006–07 | 1      | Liga I               | 9     | 1/8 фіналу    |
| 2005–06 | 2      | Дивізія B (Серія II) | 1 ↑   | 1/8 фіналу    |
| 2004–05 | 1      | Дивізія А            | 16 ↓  | 1/2 фіналу    |

| Сезон   | Рівень | Дивізіон  | Місце | Кубок Румунії |
| ------- | ------ | --------- | ----- | ------------- |
| 2003–04 | 1      | Дивізія А | 4     | 1/16 фіналу   |
| 2002–03 | 1      | Дивізія А | 7     | 1/16 фіналу   |
| 2001–02 | 1      | Дивізія А | 7     | 1/16 фіналу   |
| 2000–01 | 1      | Дивізія А | 8     | 1/8 фіналу    |
| 1999–00 | 1      | Дивізія А | 13    | Фінал         |
| 1998–99 | 1      | Дивізія А | 13    | 1/8 фіналу    |
| 1997–98 | 1      | Дивізія А | 8     | Фінал         |
| 1996–97 | 1      | Дивізія А | 11    | 1/2 фіналу    |
| 1995–96 | 1      | Дивізія А | 4     | 1/16 фіналу   |
| 1994–95 | 1      | Дивізія А | 2     | 1/2 фіналу    |
| 1993–94 | 1      | Дивізія А | 2     | Фінал         |
| 1992–93 | 1      | Дивізія А | 3     | Володар       |
| 1991–92 | 1      | Дивізія А | 4     | 1/2 фіналу    |

## Відомі гравці
- Маріус Міту
- Мамаду Багайоко
- Крістіан Ківу
- Георге Крайовяну
- Габріел Попеску
- Андрей Препеліце

## Тренери
- Іліє Балач
- Аурел Цикляну
- Віктор Піцурке
- Еміл Сендой
- Хосе Рамон Алесанко
- Адріан Муту